# Synagoge (Ichenhausen)

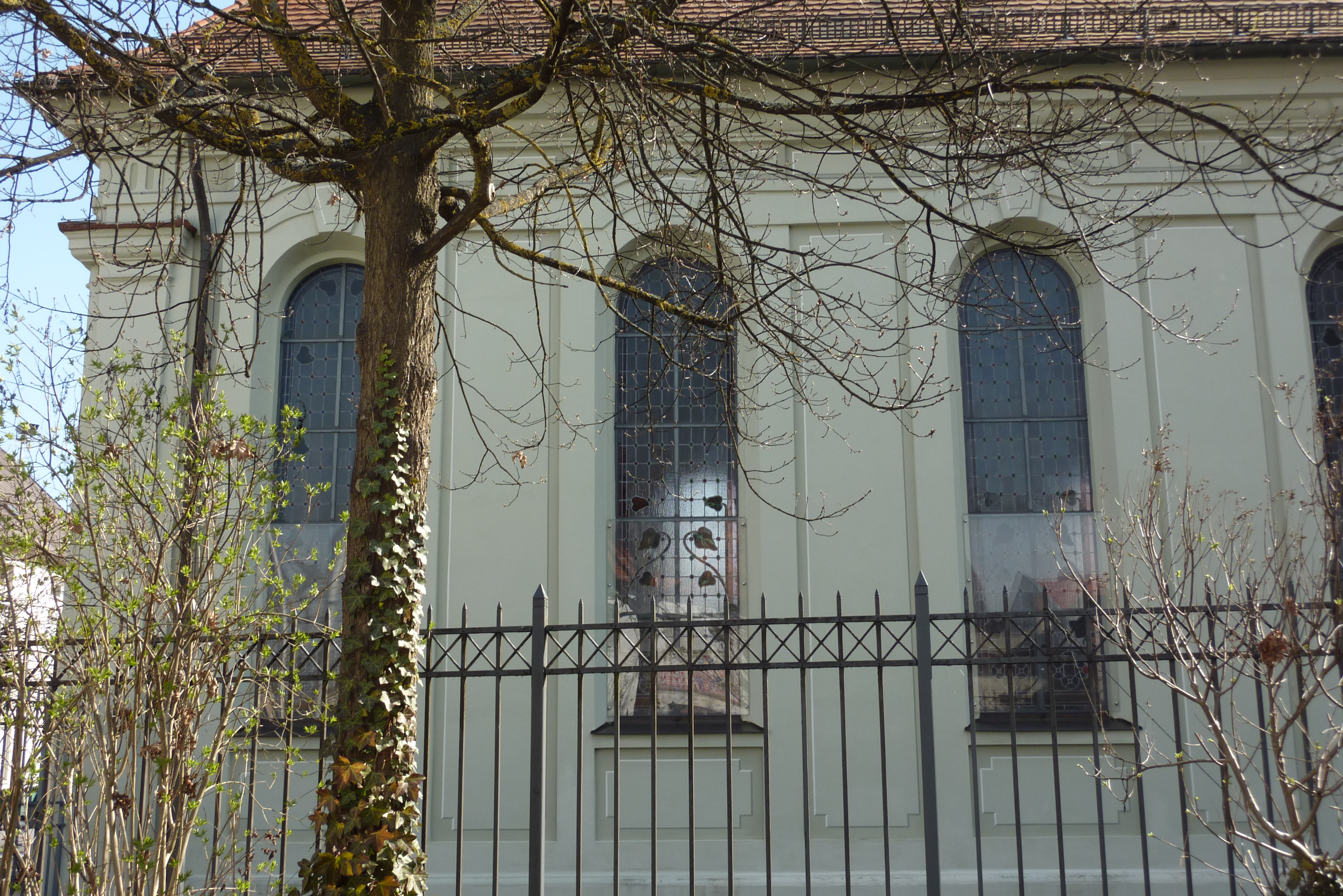
Ehemalige Synagoge in Ichenhausen (Nordseite)

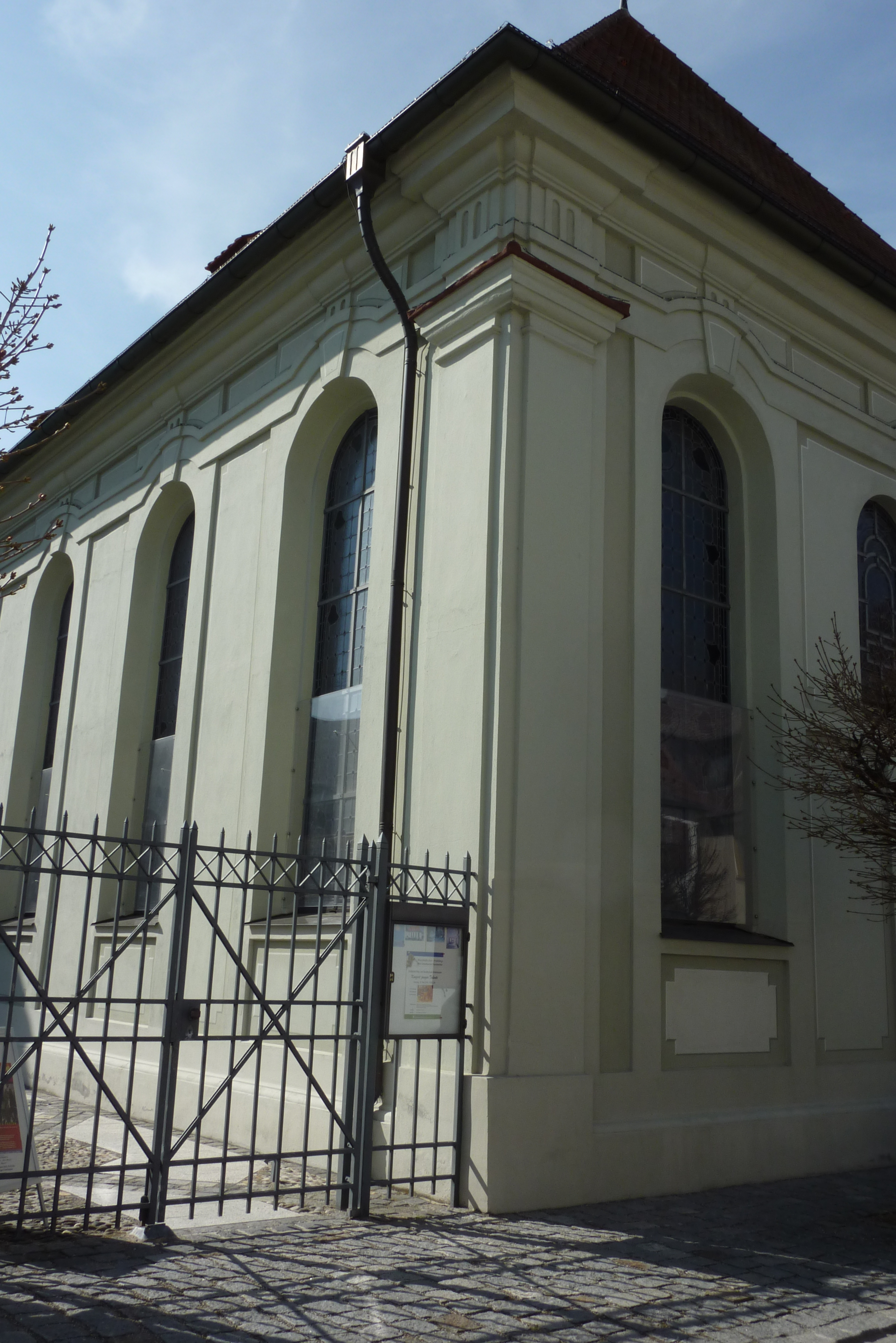
Ehemalige Synagoge in Ichenhausen (Südostecke)

Die ehemalige Synagoge in Ichenhausen, einer Stadt im schwäbischen Landkreis Günzburg in Bayern, befindet sich in der Vorderen Ostergasse 22. Die profanierte Synagoge ist ein geschütztes Baudenkmal.

## Geschichte
Die jüdische Gemeinde Ichenhausen errichtete ihre erste Synagoge 1687. Sie wurde 1781 durch einen Neubau ersetzt, der vermutlich von dem Kirchenbaumeister Joseph Dossenberger (1721–1785) entworfen wurde. 1813 wurde sie aufgrund des bayerischen Judenedikts dem Distriktsrabbinat Ichenhausen zugehörig.
Im Jahr 1896 wurde die Synagoge renoviert, wobei der Innenraum neu ausgestaltet wurde. Es entstand ein großes Deckenoval mit Stuck und raumdeckender Ausmalung. Eine moderne Dampfheizung wurde 1929 eingebaut.

## Zeit des Nationalsozialismus
Während der Novemberpogrome 1938 wurde die Synagoge im Inneren zerstört. Sie diente während des Zweiten Weltkrieges als Lager für die Wehrmacht.

## Architektur
Die Synagoge in Ichenhausen ist ein längsrechteckiger Bau und steht mit der Längsachse zur Straße. Hohe Rundbogenfenster erhellen das Innere an drei Seiten. Die vier Rundbogenfenster an den Traufseiten werden durch flache Rahmen gegen das Putzmauerwerk abgesetzt. 1781 wurde ebenfalls ein dreigeschossiger Anbau errichtet, in dem eine Schule, eine Rabbinerwohnung und im Keller ein rituelles Bad (Mikwe) untergebracht waren. Über dem Eingang zum Betsaal steht folgende Inschrift: Dies ist die Pforte des Ewigen, Gerechte treten da ein (Psalm 118,20).

## Heutiger Zustand
Im Jahr 1953 kam die Synagoge in den Besitz der Stadt Ichenhausen und wurde nach Umbauten vom November 1958 bis Sommer 1985 als Feuerwehrhaus zweckentfremdet.
Seit 1980 bemühte sich ein Aktionskreis Synagoge Ichenhausen e. V. um die Renovierung der Synagoge. Schließlich wurde von 1984 bis 1987 das Synagogengebäude wieder komplett in den ursprünglichen Bauzustand zurückversetzt. Am 4. Dezember 1987 konnte das Gebäude als Haus der Begegnung feierlich eröffnet werden. In den oberen Stockwerken befindet sich eine Dauerausstellung über das Landjudentum.